# Stahlnetz: PSI
PSI ist ein deutscher Fernsehfilm von Markus Imboden aus dem Jahr 2002. Es handelt sich um die siebenundzwanzigste und vorletzte Episode der Krimireihe Stahlnetz. Das Drehbuch von Markus Stromiedel entstand nach einer Vorlage von Michael Molsner. Axel Milberg gibt hier seinen Einstand in der Rolle des Kriminalhauptkommissars Klaus Borowski, der sich später nach Kiel versetzen lässt, wo er ab 2003 für den Tatort ermittelt. Borowskis Kollegen werden von Lisa Martinek, Karl Kranzkowski, Oliver Wnuk und Thomas Wüpper verkörpert. Die Haupt-Gastrollen dieser Folge sind besetzt mit Hans-Uwe Bauer, Max Hopp, Nadine Fano, Annette Uhlen und Thomas Schendel.

## Handlung
Michaela „Micha“ Bergmann ist vierzehn Jahre alt und befindet sich gerade inmitten der Pubertät. Nachdem ihre Eltern eine Anstellung in einer Villa als Hausmeisterpaar bekommen haben, muss sie mit ihnen aus ihrer Heimat nahe Hamburg nach Hannover umziehen. Ihr altes Leben aufzugeben, ist dem jungen Mädchen nicht leicht gefallen. Zusätzlich leidet sie unter der Situation, da sie in der für sie neuen Umgebung und einer Schule, auf die überwiegend Kinder reicher Eltern gehen, so gut wie keine Freunde findet. Allenfalls zu ihrer Mitschülerin Sandra Täubner kann sie ein einigermaßen freundschaftliches Verhältnis aufbauen, da diese sich wie Micha für übersinnliche Phänomene interessiert.
Auf ihrem Weg zur Schule wird Micha an der Villa von zwei vermummten Personen abgefangen und in ein Auto gezerrt – der Beginn einer schrecklichen Zeit für das junge Mädchen. Die Entführer fordern von den Eltern Geld in dem Glauben, dass es sich bei ihr um die Tochter reicher Leute handele, da sie in einer komfortablen Villa zu Hause ist.
Kriminalhauptkommissar Klaus Borowski wird mit dem Fall betraut. Zur Seite stehen ihm neben der neuen Kollegin Anna Wagner, die gerade ihre erste Stelle angetreten hat, die Kollegen De Winter und Schröder. Zu seinem Vorgesetzten, Kriminaldirektor Herwig Brock, hat er ein gutes Verhältnis. Borowski meint, auf den ersten Blick scheine die Situation eindeutig. Die Tochter einer reichen Familie wird entführt, um an deren Reichtum teilzuhaben. Allerdings könne der erste Eindruck täuschen. Die Entführer fordern eine Million Euro Lösegeld. Sie haben sich jedoch insoweit verschätzt, dass die Villa einem älteren kinderlosen Ehepaar gehört, das die Wintermonate in seinem Haus auf Malta verbringt. Micha wohnt mit ihren Eltern und ihrer Schwester Christiane lediglich in der im Untergeschoss des Hauses gelegenen Dienstbotenwohnung.
Bei den Entführern handelt es sich um die Brüder Ole und Larry Breuer. Ole ist schwerkrank und mehr oder weniger von seinem Bruder dazu überredet worden, bei der Sache mitzumachen, da er sich mit dem Geld eine teure Spezialbehandlung leisten und in die Sonne fliegen könne. Obwohl die Brüder sich eigentlich gemeinsam um das weitere Prozedere kümmern wollten, lässt Larry sich von seiner Freundin Maria dazu überreden mit ihr übers Wochenende nach Mallorca zu fliegen. Er sei Sonntagabend zurück, erzählt er Ole, der damit überhaupt nicht einverstanden ist angesichts des entführten Mädchens, um das man sich ja auch kümmern müsse.
Borowski und Anna Wagner suchen das Haus der Täubners auf, ein Diener öffnet ihnen die Tür. Sandra verhält sich erst seltsam, spricht dann aber mit Anna Wagner. Sie erzählt der Kommissarin, dass Micha immer von ihrem Freund Dieter in ihrem Heimatort gesprochen und ihm Liebesbotschaften geschickt habe. Vielleicht sei sie zu ihm abgehauen. Das könnte auch erklären, warum die Entführer sich nach ihrem ersten Anruf nicht mehr gemeldet haben. Borowski hält diese Theorie für abwegig. Trotzdem schickt er Anna Wagner und einige Kollegen in Michas Heimatort. Dieter erzählt, dass er Micha zwar gekannt und mit ihr geflirtet habe, sie aber da etwas hineininterpretiert habe, was gar nicht sei. Sie sei doch viel zu jung für ihn. Fünf andere Ortsbewohner behaupten aber steif und fest, Micha im Ort gesehen zu haben. Borowski möchte jedoch trotz eindeutiger Beweislage lieber seinem Gefühl vertrauen. Auch Michas Eltern bestärken ihn in seiner Meinung, als er mit ihnen über die neue Sachlage spricht. Genau zu diesem Zeitpunkt klingelt das Telefon und Borowski gibt sich als Vater Michas aus. Er verlangt ein Lebenszeichen, sonst gäbe es kein Geld. Die Stimme am Telefon willigt ein, man melde sich wieder.
Ole, der sich in den vergangenen Tagen um Micha gekümmert hat, will, dass sein Bruder das Mädchen freilässt. Für ihn komme eine Therapie sowieso zu spät. Larry, der vorgegeben hatte, die Aktion in erster Linie durchzuführen um seinem Bruder zu helfen, zeigt nun jedoch sein wahres Gesicht und macht unmissverständlich klar, dass er das Lösegeld um jeden Preis haben will. Er schreckt auch nicht davor zurück, den Schwerkranken im Versteck Michas massiv anzugreifen. Ole wird in diesem Moment klar, dass Larry nie vorhatte, Micha gehen zu lassen, da sie beide Brüder gesehen hat. Hilflos muss er erleben, dass Larry ihn nun ebenfalls zusammen mit Micha einsperrt. Anschließend ruft Larry bei den Bergmanns an und hält das Aufnahmegerät mit Michas Stimme ans Telefon. Inzwischen hat Borowskis Team den Namen des Anrufers ermitteln können und weiß, dass es sich um den vorbestraften Larry Breuer handelt. Durch einen Fehler des Beamten Schröder wird Breuer vorzeitig festgenommen, obwohl er die Beamten eigentlich zum Versteck von Micha führen sollte. Er leugnet jedoch eine Entführung und gibt demzufolge auch Michas Versteck nicht preis. Dank Sandra Täubner, die im Kommissariat erscheint und erzählt, dass sie geträumt habe, dass Micha in einer Höhle versteckt sei, das spüre sie, Micha habe ihr gesagt, dass so etwas möglich sei, wenn man ganz fest an jemanden denke, können die Beamten das Versteck tatsächlich ausfindig machen. Nach achtzig Stunden in Gefangenschaft kann Micha, die inzwischen Vertrauen zu Ole Breuer aufgebaut hat, unverletzt befreit werden.

## Produktion & Veröffentlichung
PSI wurde vom 23. November bis zum 20. Dezember 2001 an Schauplätzen in Hamburg und Hannover gedreht. Produziert wurde der Film von der Studio Hamburg GmbH.
Markus Stromiedel erzählte zur Geburtsstunde von „Kommissar Borowski“, dass er bei der Entwicklung dieses Buches „alle Freiheiten“ gehabt habe, weil bereits klar gewesen sei, dass die Reihe „Stahlnetz“ beendet werde und die letzten Folgen wohl kaum noch jemanden interessieren würden. Daher habe er als Kommissar einen „Muffkop“ entwickelt, den er „unter normalen Umständen niemals“ durch die Redaktion genehmigt bekommen hätte. Der Erfolg sei dann jedoch so groß gewesen, dass „Kommissar Borowski“, wie bekannt, zum Tatort-Kommissar befördert worden sei und bis heute ermittle.
Der Film wurde am 5. Mai 2002 zur Hauptsendezeit erstmals im Programm der ARD Das Erste ausgestrahlt.

## Kritik
Die Kritiker der Fernsehzeitschrift TV Spielfilm zeigten mit dem Daumen nach oben, vergaben für Anspruch zwei und für Spannung einen von drei möglichen Punkten und stellten fest: „Wieder ein Fernsehkrimi, der mit treffenden Milieuschilderungen glänzt. Axel Milberg gibt einen misanthropischen Eigenbrötler. Getreu der ‚Stahlnetz‘-Dramaturgie kommentiert er den Fall aus dem ‚Off‘.“ Das Fazit lautete dann auch: „Überzeugende Figuren in authentischer Story“. […] „Der spätere Tatort-Brummelbulle Axel Milberg glänzt schon hier als mürrischer Cop.“
Rainer Tittelbach gab dem Film auf seiner Seite tittelbach.tv vier von sechs möglichen Sternen und fasste zusammen: „Axel Milberg spielt seinen Kommissar als Mischung aus kriminalistischem Spürhund, Muffelkopf und der einsamen Wolf-Nummer. Er heißt Borowski und erlebte in ‚PSI‘ seinen Einstand als TV-Ermittler, bevor er später zum ‚Tatort‘ umsattelte.“ […] „Ohne große Emotionen zu zeigen, lässt er die Kollegen auflaufen und seine junge Mitarbeiterin desöfteren dumm im Raum stehen.“ […] ‚PSI‘ komme „ohne Mord und Totschlag aus“, das sei das genau „passende Sujet für einen wie Markus Imboden“.
Der Filmdienst hielt fest: „Geradlinig entwickelter (Fernseh-)Kriminalfilm ohne besondere Vorkommnisse, der sein Augenmerk jedoch auch auf die weniger spektakulären Aspekte polizeilicher Ermittlungsarbeit (Spurensuche, -analyse) richtet. – Ab 16.“
In der Frankfurter Allgemeinen Zeitung führte Alexander Bartl aus: „Es geht nicht um lärmende Verbrechen, eingebettet in einen opulenten Action-Rahmen, sondern um Menschen am Rande der Verzweiflung. Kein Schuß fällt, niemand vergießt Blut, und trotzdem gelingt dem Schweizer Regisseur Markus Imboden ein beachtliches Porträt von Menschen in der Krise, das den Schmerz ins Innere der Figuren lenkt und die zermürbende Kraft des stillen Terrors einfängt. …Binnen neunzig Minuten entfaltet Imboden vier Lebenspläne, welche Spannung aus der Ratlosigkeit schöpfen. Das adelt diesen ‚Stahlnetz‘-Fall, der sich gewissenhaft und ohne Eile in die Milieus vertieft. ‚PSI‘, so erfährt man am Ende, bezeichnet ein parapsychologisches Phänomen, das Tatsachen vorspiegelt, dort, wo dieser beklemmend realistische Krimi unterschwellig neue Fragen aufwirft.“
TV Today zeichnete den Film mit dem Publikumspreis der Zuschauer in der Kategorie „Bester Krimi des Jahres“ aus.